# Владимир Марковић (математичар)
Владимир Марковић (1973) српски је математичар и универзитетски професор.

## Биографија
Дипломирао је 1995. на Математичком факултету Универзитета у Београду, где је и докторирао 1998. године са темом „Јединствено екстремална квазиконформна пресликавања у стационарне тачке интеграла енергије“.